# Vicki Leekx
Albums de M.I.A.
Maya
(2010) Matangi
(2013)
Vicki Leekx est une mixtape de la chanteuse anglaise M.I.A. sortie le 31 décembre 2010. Après la sortie de son album Maya un peu plus tôt en 2010, l'artiste annonce via Twitter son désir de sortir une mixtape le dernier jour de l'année et, par la suite, qu'elle soit mise à disposition de tous en téléchargement libre. Elle intègre des versions retravaillées de pistes de Maya ainsi que de nouveaux éléments et a été signalée comme ayant été inspirée par la controverse de 2010 concernant WikiLeaks, même si une grande partie de son contenu n'est pas inspirée politiquement.

## Genèse de l'album

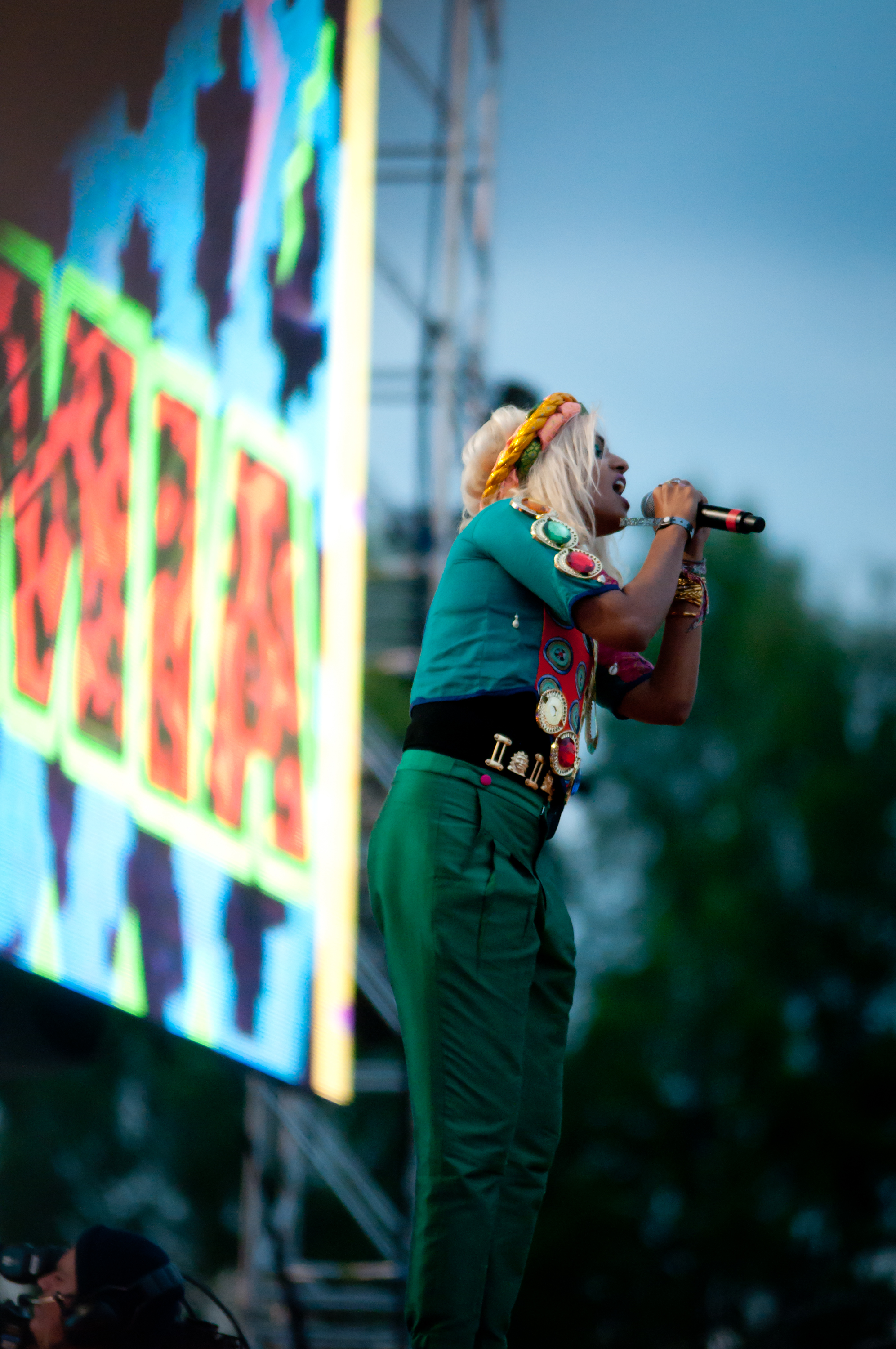
M.I.A. sur scène en 2011

M.I.A. a fait paraître son troisième album Maya en juillet 2010. Celui-ci a reçu des critiques mitigées ,,. Au début du mois de décembre 2010, elle annonce sur Twitter qu'elle souhaite donner une suite à cet album avec une mixtape qui sortira le 31 du même mois, « la mixtape de Vicky Leekx arrivera pour le nouvel an ! en espérant que les esprits mauvais resteront en 2010 ! ». La mixtape a été mise en ligne depuis Bangkok en Thaïlande après qu'elle l'ai envoyée via YouSendIt à un ami : « VICKILEEKX téléchargé à BANGKOK! merci, pour être un public et une ville géniaux. Je n'ai pas envie de partir, bottez-moi le derrière s'il vous plait ! ou je ne partirais pas ! ». Le rédacteur de Exclaim!, Josiah Hughes, a soutenu que la dernière partie du message renvoyait à des événements qui ont eu lieu au cours de l'année, avec des commentaires mitigés de l'album et ses affrontements avec les journalistes et son ancien collaborateur, Diplo . Peu de temps avec Noël, le site internet vickileekx.com a commencé à afficher un compte à rebours pour la sortie de la mixtape sous la forme d'une fontaine animée s'élevant pour laisser apparaître une date limite. Le 30 décembre, M.I.A. poste sur TwitPic une photo montrant la liste des chansons et les crédits . Zach Baron, rédacteur pour The Village Voice, affirme que la chanteuse a délibérément choisi de publier la mixtape au moment de l'année où le trafic internet est traditionnellement la plus faible, de façon à « ne pas alimenter les machines de contenu en ligne qui l'ont rongée cette année ».

## Liste des pistes
| No  | Titre                          | Durée |
| --- | ------------------------------ | ----- |
| 1.  | Intro                          | 0:16  |
| 2.  | The World                      | 1:58  |
| 3.  | Bamboo Go                      | 0:58  |
| 4.  | Illy Girl                      | 0:46  |
| 5.  | Super Tight                    | 1:27  |
| 6.  | Let Me Hump You                | 2:10  |
| 7.  | WWW/Meds/Feds                  | 1:57  |
| 8.  | Steppin/Up                     | 1:01  |
| 9.  | Go At It                       | 1:32  |
| 10. | Vicki Intermission             | 0:20  |
| 11. | Gen -N-E-Y                     | 3:05  |
| 12. | Bad Girls                      | 2:13  |
| 13. | Dutch Dutch                    | 0:19  |
| 14. | Marsha/Britney                 | 2:16  |
| 15. | Tamil Beat Munchi              | 1:17  |
| 16. | Listen Up                      | 2:48  |
| 17. | Mudersounds Munchi             | 2:30  |
| 18. | Overdrive                      | 3:12  |
| 19. | You My Love (featuring Rosaly) | 3:08  |
| 20. | Get Around                     | 3:28  |